# DJK-ZAR
DJK-ZAR, officieel geheten D.J.K.-ZAR, is een sportvereniging in Amsterdam voor waterpolo.
De zwemvereniging D.J.K.-ZAR is opgericht op 18 maart 1985 en komt voor uit de oudste waterpolovereniging van Amsterdam D.J.K. (De Jonge Kampioen) welke haar zetel had in het Heiligewegbad in Amsterdam. De vereniging D.J.K. is opgericht in 1892 en heeft dus net de 100 jaar niet gehaald. ZAR (Zwemvereniging Admiraal de Ruijter) werd opgericht in 1938. 
Omdat het Heiligewegbad in het centrum van Amsterdam verouderd was en plaats moest maken voor de commercie en dus gesloten ging worden kwam het idee om met een andere vereniging in Amsterdam te fuseren. Uiteindelijk bleek ZAR de juiste fusiepartner te zijn waarna de fusievereniging D.J.K.-ZAR is ontstaan welke in 2025 haar 40-jarig bestaan mag vieren.
De club speelt en traint in het complex Sportplaza Mercator, op de plek van het oude Jan van Galenbad. 

## Erelijst
Heren:
- Nederlands kampioenschap waterpolo Heren: 7

1901-1902, 1902-1903, 1903-1904, 1904-1905, 1905-1906

## Teams
- Heren 1 - 3e Klasse Bond
- Heren 2 - Reserve 1e klasse
- Heren 3 - 2e klasse District
- Heren 4 - 3e Klasse District
- Heren 5 - 4e Klasse District
- Dames 1 (Dames 3 SG Mokum) - 2e Klasse District